# Caecognathia saikaiensis
Caecognathia saikaiensis is een pissebed uit de familie Gnathiidae. De wetenschappelijke naam van de soort is voor het eerst geldig gepubliceerd in 1992 door Nunomura.